# Microsoft Solitaire
Microsoft Solitaire là một trò chơi máy tính có trong hệ điều hành Windows, dựa trên trò chơi bài cùng tên, còn được gọi là Klondike. Phiên bản gốc được lập trình bởi Wes Cherry và các lá bài được thiết kế bởi Susan Kare.

## Lịch sử
Microsoft đã đưa trò chơi này vào dòng sản phẩm Windows của họ kể từ Windows 3.0, bắt đầu từ năm 1990. Trò chơi được phát triển vào mùa hè năm 1988 bởi thực tập sinh Wes Cherry. Bộ bài được thiết kế bởi Susan Kare, người tiên phong của Macintosh. Phiên bản của Cherry bao gồm một boss key có thể chuyển trò chơi sang bảng tính Microsoft Excel giả, nhưng sau đó đã bị xóa khỏi bản phát hành cuối cùng.
Microsoft dự định Solitaire "làm dịu những người bị hệ điều hành đe dọa" và vào thời điểm mà nhiều người dùng vẫn chưa quen với giao diện đồ họa người dùng, nó tỏ ra hữu ích trong việc giúp họ làm quen với việc sử dụng chuột, chẳng hạn như thao tác kéo và thả, kỹ thuật cần thiết để di chuyển lá bài.
Theo thống kê của Microsoft, Solitaire là một trong ba chương trình Windows được sử dụng nhiều nhất và FreeCell đứng thứ bảy, trước Microsoft Word và Microsoft Excel. Năng suất kinh doanh bị giảm do nhân viên chơi Solitaire đã trở thành mối lo ngại chung kể từ khi nó trở thành tiêu chuẩn trên Microsoft Windows.
Vào tháng 10 năm 2012, cùng với việc phát hành hệ điều hành Windows 8, Microsoft đã phát hành phiên bản Solitaire mới có tên Microsoft Solitaire Collection. Phiên bản này, trò chơi được thiết kế bởi Microsoft Studios, với thiết kế hình ảnh do William Bredbeck chỉ đạo và Arkadium phát triển, được hỗ trợ quảng cáo và giới thiệu nhiều tính năng mới cho trò chơi. Giống như bản phát hành ban đầu của trò chơi, William Bredbeck được trích dẫn nói "Một trong những mục đích của thiết kế lại là giới thiệu cho người dùng những thay đổi mới được tích hợp trong hệ điều hành Windows 8 mới". Thiết kế này vẫn được sử dụng cho đến Windows 11.
Microsoft Solitaire đã kỷ niệm 25 năm ra mắt vào ngày 18 tháng 5 năm 2015. Để kỷ niệm sự kiện này, Microsoft đã tổ chức giải đấu Solitaire trong khuôn viên Microsoft và phát sóng sự kiện chính trên Twitch.
Năm 2019, Bảo tàng Trò chơi Quốc gia Strong đã đưa Microsoft Solitaire vào Đại sảnh Danh vọng Trò chơi Điện tử Thế giới.
Theo Microsoft, vào dịp kỷ niệm 30 năm ra mắt vào năm 2020, ước tính trò chơi vẫn có 35 triệu người chơi hoạt động hàng tháng và hơn 100 triệu lượt chơi hàng ngày.

## Đặc trưng
Khi thắng cuộc, các lá bài sẽ rơi ra khỏi từng chồng và bật ra khỏi màn hình. Màn hình "chiến thắng" này được coi là một yếu tố nguyên mẫu sẽ trở nên phổ biến trong các trò chơi thông thường, so với việc sử dụng "Ode to Joy" để chiến thắng một cấp độ Peggle và khiến Solitaire trở thành một trong những trò chơi điện tử thông thường đầu tiên như vậy.
Kể từ Windows 3.0, Solitaire cho phép chọn thiết kế ở mặt sau của các lá bài, chọn rút một hoặc ba lá bài từ bộ bài cùng một lúc, chuyển đổi giữa tính điểm Vegas và tính điểm Tiêu chuẩn, đồng thời vô hiệu hóa hoàn toàn việc tính điểm.  Trò chơi cũng có thể được tính giờ để có thêm điểm nếu trò chơi thắng.  Có một mánh gian lận sẽ cho phép rút từng lá bài một khi 'rút ba' được đặt.
Trong Windows 2000 và các phiên bản Solitaire mới hơn, việc nhấp chuột phải vào không gian mở sẽ tự động di chuyển các thẻ có sẵn đến bốn nền ở góc trên bên phải, như trong FreeCell. Nếu con trỏ chuột ở trên một lá bài, một cú nhấp chuột phải sẽ chỉ di chuyển lá bài đó về nền của nó, miễn là đó là một nước đi có thể thực hiện được. Nhấp đúp chuột trái cũng sẽ di chuyển thẻ về nền phù hợp.
Cho đến phiên bản Windows XP, mặt sau của lá bài là tác phẩm gốc do Susan Kare thiết kế và nhiều mặt sau là hoạt ảnh.
Phiên bản Windows Vista và Windows 7 của trò chơi lưu số liệu thống kê về số ván đã chơi, tỉ lệ phần trăm thắng và chuỗi thắng, đồng thời cho phép người dùng lưu các trò chơi chưa hoàn thành và chọn các thiết kế lá bài gồm nhiều kiểu khác nhau.
Trên Windows 8, Windows 10, Windows 11, Windows Phone, Android và iOS, trò chơi được phát hành dưới tên Microsoft Solitaire Collection, trong đó ngoài Klondike còn có bốn chế độ trò chơi khác là Spider, FreeCell (cả hai chế độ này trước đây đã được giới thiệu trong các phiên bản Windows như Microsoft Spider Solitaire và Microsoft FreeCell), Pyramid và TriPeaks (cả hai đều trước đây là một phần của loạt Microsoft Entertainment Pack, trước đây có tên Tut's Tomb).